# Вечери в селцето край Диканка
Вижте пояснителната страница за други значения на Вечери в селцето край Диканка.
„Вечери в селцето край Диканка“ (на руски: Вечера на хуторе близ Диканьки) е сборник с повести на украинско-руския писател Николай Гогол, издаден в два тома през 1831 и 1832 година.
Сборникът включва осем повести, писани в периода 1829 – 1832 година, описващи традиционния бит и нрави в украинско село. Той е първата книга на Гогол и има голям успех, предизвиквайки възторжени отзиви от водещи фигури в руските литературни среди, като поета Александър Пушкин и критика Висарион Белински. Повести от сборника стават основа на множество филми, както и на операта на Модест Мусоргски „Сорочинският панаир“.
„Вечери в селцето край Диканка“ е издадена на български през 1948 година в превод на Константин Константинов, който по-късно е включван в други сборници.